# الکساندر پیشچور (بازیکن فوتبال، زاده ۲۰۰۵)
الکساندر پیشچور (اوکراینی: Олександр Олександрович Пищур؛ زادهٔ ۲۴ ژانویهٔ ۲۰۰۵) بازیکن فوتبال اهل اوکراین است.